# Gustavo Salmerón
Gustavo Díaz Salmerón, més conegut com a Gustavo Salmerón (Madrid, 27 d'agost de 1970), és un actor i director espanyol.

## Biografia
Des de molt nen s'interessa pel cinema i comença a rodar curtmetratges casolans amb els seus germans i se sent atret cap a les arts en general. Als divuit anys, després d'acabar el batxillerat, estudia un any en una localitat pròxima a Chicago, on entra en contacte amb el món del teatre en la Mount Vernon Drama School. Així i tot, la vocació de ser pintor continua sent més fort i després de presentar els seus dibuixos és preseleccionat per a una beca en el prestigiós Art Institute de Chicago. Però ha de tornar a Espanya per motius familiars. Llavors es matricula en la Facultat de Belles Arts de Madrid.
Assisteix regularment a classe i ho combina amb classes de Teatre en el Centre Cultural Nicolás Salmerón. De seguida comencen a oferir-li, gairebé per casualitat, treballs d'actor en teatre i televisió. Finalment el teatre guanya la partida a les arts plàstiques i Gustavo abandona la carrera per a formar-se com a actor.
Estudia en diferents escoles durant més de quinze anys, entre les quals destaquen: Cristina Rota, Juan Carlos Corazza, Fernando Piernas i fa cursos amb Augusto Fernándes, Marketta Krimbel a Nova York i a l'Escuela Internacional de Cine de San Antonio de Los Baños (Cuba), Mariano Barroso, Rafael Spregelburd, Phillippe Gaulier, etc.
Després d'haver treballat en televisió, en diferents programes infantils, juvenils i musicals, telefilms i diversos muntatges teatrals, arriba a la pantalla gran de la mà de Julio Medem a La ardilla roja i des de llavors participa en més d'una vintena de pel·lícules com Mensaka, Asfalto, Más que amor, frenesí, Todo es mentira o Fuera del cuerpo, etc. També roda dos pel·lícules a Cuba, Mambí i Operación Fangio. A Nova York protagonitza The Other Shoe i a Londres Lluvia en los zapatos.
Ha col·laborat amb molts directors novells, a més d'amb directors consagrats com Luis García Berlanga, en Blasco Ibáñez,, Manuel Gutiérrez Aragón, a El rey del río o Mario Camus a La playa de los galgos.
En 2001 se sent atret per la direcció i roda el curtmetratge Desaliñada amb Candela Peña, Ernesto Alterio, Guillermo Toledo i Santiago Chavarri, pel qual obté el Goya al millor curtmetratge en 2002 i nombrosos premis internacionals.
En 2017 estrena un llargmetratge documental sobre la seva família, Muchos hijos, un mono y un castillo, que obtiene el premio Goya al mejor documental en 2018.
Es parella de la periodista i presentadora Beatriz Montañez

## Obra

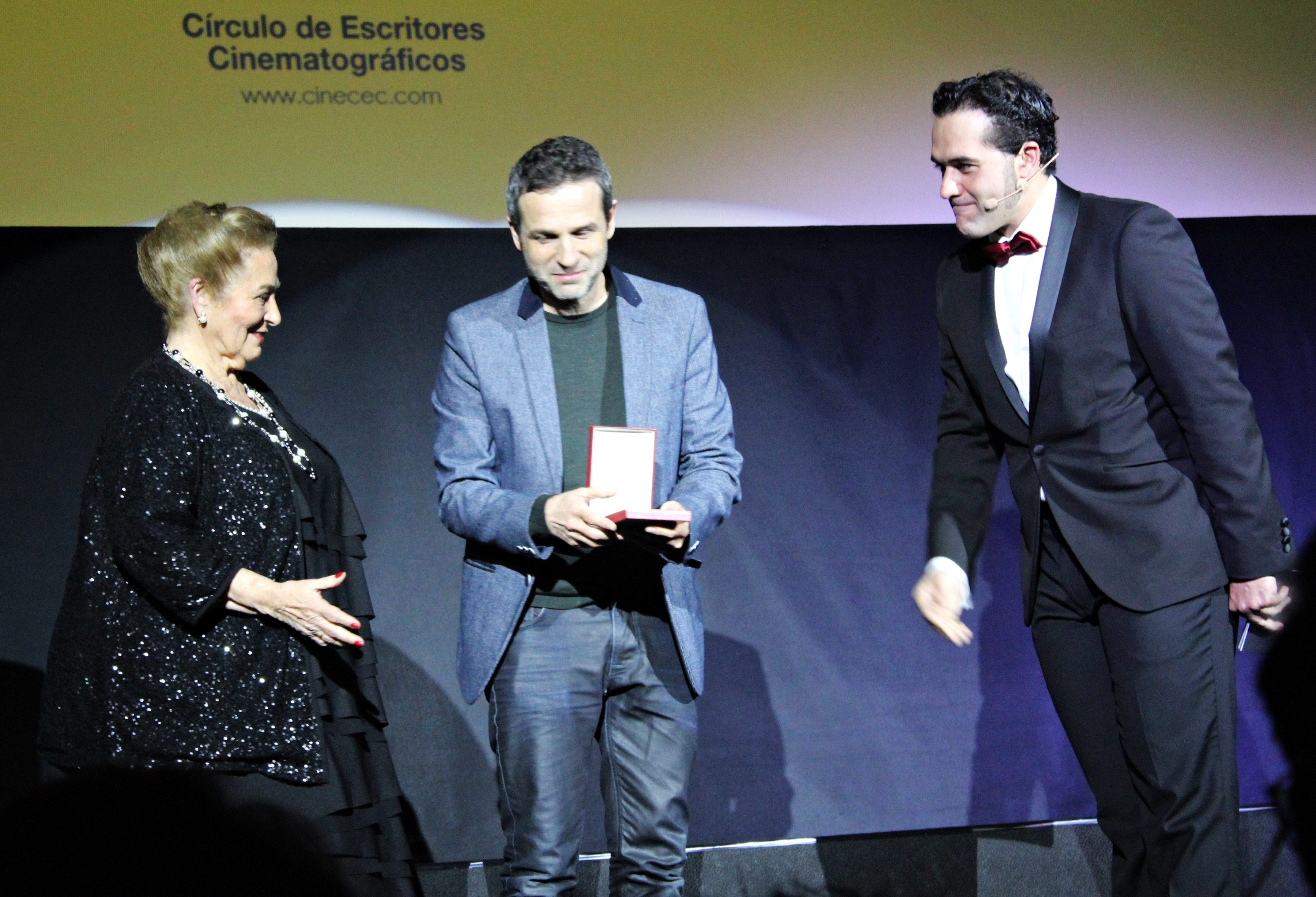
Salmerón rebent la Medalla del Cercle d'Escriptors Cinematogràfics al millor documental per Muchos hijos, un mono y un castillo.

### Cinema
- 1993 O camiño das estrelas - Dir. Chano Piñeiro.
- 1993 La ardilla roja - Dir. Julio Medem.
- 1994 Todo es mentira - Dir. Álvaro Fernández Armero.
- 1995 El dominio de los sentidos - Dir. Judith Colell.
- 1995 El rey del río - Dir. Manuel Gutiérrez Aragón.
- 1996 Blasco Ibáñez - Dir. Luis García Berlanga.
- 1996 Mambí - Dir. Teodoro & Santiago Ríos.
- 1996 Más que amor, frenesí - Dir. Miguel Bardem, Alfonso Albacete i David Menkes.
- 1996 Fotos - Dir. Elio Quiroga.
- 1997 Mensaka - Dir. Salvador García Ruiz.
- 1997 99.9 - Dir. Agustí Villaronga.
- 1997 Atómica - Dir. Alfonso Albacete i David Menkes.
- 1999 El arte de morir - Dir. Álvaro Fernández Armero.
- 1999 Asfalto - Dir. Daniel Calparsoro.
- 1999 Operación Fangio - Dir. Alberto Lecchi.
- 1999 Lluvia en los zapatos - Dir. Maria Ripoll.
- 2002 La playa de los galgos - Dir. Mario Camus.
- 2003 The other shoe - Dir. Guillermo Escalona i Joan Cuevas.
- 2004 Diez minutos (Curtmetratge) - Dir. Alberto Ruiz Rojo.
- 2004 Fuera del cuerpo - Dir. Vicente Peñarrocha.
- 2005 La explicación (Curtmetratge) - Dir. Curro Novallas.
- 2005 Reinas - Dir. Manuel Gómez Pereira.
- 2006 Remake - Dir. Roger Gual.
- 2007 Body armour - Dir. Ferry Lively.
- 2008 Carlitos y el campo de los sueños - Dir. Jesús del Cerro.
- 2009 Lala (Curtmetratge)- Dir. Esteban Crespo.
- 2010 Bestezuelas - Dir. Carles Pastor.
- 2011 La senda - Dir. Miguel Ángel Toledo.
- 2011 Nadie tiene la culpa (Cortometraje)- Dir. Esteban Crespo.
- 2017 ‘’Amar (pel·lícula de 2017)’’ - Dir. Esteban Crespo.

### Televisió
- That´s english - TVE
- De repente, los Gómez - Telecinco.
- Hay alguien ahí - Cuatro.

### Teatre
- 1995 Esperando al zurdo - Dir. Cristina Rota.
- 1995 Lo bueno de las flores es que se marchitan pronto - Dir. Cristina Rota.
- 1996 Stop Madrid - Dir. E. Recabarren.
- 1997 Abocados - Dir. Maxi Rodríguez.
- 2006 Barcelona, mapa de sombras - Dir. Laia Ripoll - C.D.N.
- 2011 Los últimos días de Judas Iscariote - Dir. Adan Black.

### Com a director
- 2001 Desaliñada (Goya al millor curtmetratge 2002).[3]
- 2005 Rythms of Oriental Dance (Musical).
- 2011 La matanza (Largometraje documental).
- 2017 Muchos hijos, un mono y un castillo (Goya al millor documental 2018).[4]